# Districte de Commercy
El Districte de Commercy és un dels tres districtes amb què es divideix el departament francès del Mosa, a la regió del Gran Est. Té 7 cantons i 136 municipis. El cap del districte és la sotsprefectura de Commercy

## Cantons
cantó de Commercy - cantó de Gondrecourt-le-Château - cantó de Pierrefitte-sur-Aire - cantó de Saint-Mihiel - cantó de Vaucouleurs - cantó de Vigneulles-lès-Hattonchâtel - cantó de Void-Vacon